# Andrew Soltis
Andrew Eden Soltis (nascut el 28 de maig de 1947 a Hazelton, Pennsilvània), és un jugador, escriptor, i periodista d'escacs estatunidenc, que té el títol de Gran Mestre des de 1980.

## Resultats destacats en competició
Soltis estigué en actiu especialment durant els anys 1970. Va guanyar el fort Torneig de Reggio Emilia 1971-72, obtingué el títol de Mestre Internacional el 1974, fou primer ex aequo a Nova York 1977, i obtingué el títol de GM el 1980. A partir dels anys 1980 es va retirar de la competició activa.

### Rànquing mundial
El seu millor rànquing Elo s'ha estimat en 2596 punts, el desembre de 1970, moment en què tenia 23 anys, cosa que el situaria en 75è lloc mundial en aquella data. Segons chessmetrics, va ser el 74è millor jugador mundial el gener de 1971.

## Periodista i escriptor d'escacs
La seva columna Chess to Enjoy (Escacs per gaudir) és una de les de més llarga vida a Chess Life, la revista de la Federació d'escacs dels Estats Units. Soltis és considerat un dels més prolífics escriptors d'escacs; ha escrit sol o amb col·laboradors al voltant de trenta llibres. Manté també una columna setmanal al diari New York Post. Va ser nomenat "Periodista d'escacs de l'any" per l'organització Chess Journalists of America el 1988.

## Llibres
- Pawn Structure Chess, Tartan Books 1976. ISBN 0-679-14475-7, also McKay 1995, ISBN 0-8129-2529-7
- Grandmaster Secrets: Endings, 1997, 2003, Thinker's Press, ISBN 0-938650-66-1.
- Rethinking the Chess Pieces, 2004, Batsford, ISBN 0-7134-8904-9.
- Karl Marx Plays Chess : And Other Reports on the World's Oldest Game ISBN 0812919068.
- Turning Advantage into Victory in Chess ISBN 0812935810.
- Catalog of Chess Mistakes, 1980, Three Rivers Press, ISBN 0679141510
- The Art of Defense in Chess, 1986, Random House, ISBN 0679141081.
- A Black Defensive System For The Rest of Your Chess Career, 1987, Chess Digest, ISBN 0-87568-166-2
- Winning with 1 e4, 1988, Chess Digest
- The Inner Game of Chess: How to Calculate and Win, 1994, Random House, ISBN 0812922913
- Winning with 1 c4: A Complete Opening System, 1990, Chess Digest, ISBN 0875681921
- Soviet Chess 1917-1991, 1999, McFarland & Company, ISBN 0786406763
- Grandmaster Secrets: Openings, 2000, Thinker's Press, ISBN 0-938650-68-8
- Bobby Fischer Rediscovered, 2003, Batsford, ISBN 0713488468
- How to Choose a Chess Move, 2005, Batsford, ISBN 0713489790.
- The 100 Best Chess Games of the 20th Century, Ranked, 2006, McFarland & Company, ISBN 0786427418
- Transpo Tricks in Chess, 2007, Batsford, ISBN 0713490519
- The Wisest Things Ever Said About Chess, 2008, Batsford, ISBN 9781906388003
- Studying Chess Made Easy. Batsford 2010. ISBN 978-1-9063-8867-6.